# Sinopoda konglor
Sinopoda konglor – gatunek pająka z rodziny spachaczowatych i podrodziny Heteropodinae.

## Taksonomia
Gatunek ten opisany został po raz pierwszy w 2020 roku przez Elenę Grall i Petera Jägera na łamach „Zootaxa”. Jako miejsce typowe wskazano jaskinię Tham Kong Lor na terenie Phou Hin Poun National Bio-Diversity Conservation Area w laotańskiej prowincji Khammouan. Epitet gatunkowy pochodzi od miejsca typowego.

## Morfologia
Jedyny zmierzony okaz jest samicą o ciele długości 11 mm przy prosomie długości 5,5 mm i szerokości 4,6 mm. U okazu przechowywanego w alkoholu karapaks jest żółty z przyciemnionym przodem i rudobrązowymi krawędziami przednio-bocznymi, szczękoczułki są brązowe, nogogłaszczki i odnóża żółte, sternum żółtawobiałe z brązowymi krawędziami, natomiast opistosoma (odwłok) z wierzchu szara z białym paskiem podłużnym w części przedniej i brązowym nakrapianiem w części środkowej, po bokach żółta, a od spodu szarobrązowa. Szczękoczułki mają trzy zęby na krawędzi przedniej i cztery na tylnej. Genitalia samicy mają szersze niż dłuższe pole epigynalne z dwoma długimi pasmami przednimi i dwoma sensillami szczeliniastymi. Boczne płaty wulwy są wyposażone w dodatkowe obręcze. Spermateki dzielą się na szerszą część przednią i węższą część tylną pomiędzy którymi leży zesklerotyzowana struktura o kształcie klepsydry. Tylne części spermateka zlane są wzdłuż linii środkowej. Cienkie i zakrzywione przewody zapładniające umiejscowione są tylno-bocznie.

## Rozprzestrzenienie
Pająk orientalny, endemiczny dla Laosu, znany tylko z lokalizacji typowej na terenie prowincji Khammouan. Odnaleziony został w jaskini wapiennej na wysokości 200 m n.p.m.